# بولونیا ۲۶۰۱
سیارک ۲۶۰۱ (به انگلیسی: 2601 Bologna، نامگذاری:1980XA) دو هزار و ششصد و یکمین سیارک کشف شده‌است که در ۸ دسامبر ۱۹۸۰ کشف شد.
قدر مطلق سیارک برابر ۱۱٫۲۰ است.